# The Silent Watcher
The Silent Watcher és una pel·lícula muda dirigida per Frank Lloyd i protagonitzada per Glenn Hunter, Bessie Love i Hobart Bosworth. Basada en el relat “The Altar of the Hill” de Mary Roberts Rinehart, es va estrenar el 5 d’octubre de 1924. Es considera una pel·lícula perduda.

## Argument
John Steele és un advocat que posa fi a la seva relació amb Lily Elliott, una corista, quan decideix de presentar-se a les eleccions pel Congrés. Lily se suïcida en el seu apartament, que Steele havia posat a nom del seu secretar, Joe Roberts. La policia creu que ha estat assassinada i arresta Joe, el qual no vol confessar que l’amant de Lily era el seu cap. Creient que realment Lily era l’amant del seu marit, Mary Roberts decideix deixar-lo. Més tard Joe es declarat innocent en demostrar-se que Lily es va suïcidar. De totes maneres, veient que ha perdut la seva estimada, Joe pensa en suïcidar-se també. Steele és escollit senador i aleshores s’assabenta que Mary ha abandonat i explica a Mary la veritat. Mentrestant, com a últim acte d'amor, Joe està netejant la seva llar quan arriba Mary i es reconcilien.

## Repartiment
- Glenn Hunter (Joe Roberts)
- Bessie Love (Mary Roberts)
- Hobart Bosworth (senador John Steele)
- Alma Bennett (Lily Elliott)
- Gertrude Astor (Mrs. Steele)
- George Nichols (Jim Tufts)
- Aggie Herring (Mrs. Tufts)
- Lionel Belmore (Barnes)
- DeWitt Jennings (detectiu Stuart)
- Brandon Hurst (Herrold, periodista)